# Тонюк Яків Васильович
Я́ків Васи́льович Тоню́к (13 травня 1903, Річка — 27 червня 1958, Річка) — український майстер художнього різьблення по дереву; член Спілки радянських художників України. Батько різьбяра Василя Тонюка.

## Біографія
Народився 13 травня 1903 року в селі Річці (нині Косівського району Івано-Франківської області, Україна). Працював в Косівській артілі «Гуцульщина». Помер у Річці 27 червня 1958 року.

## Творчість
Виготовляв рахви, скриньки, прибори для пиття, таці, альбоми, барильця, горнята, пляшки, рамки, цукорниці. Оздоблював їх плоским різьбленням та інкрустацією. 
Брав участь у виставках в Україні та за кордоном, за свої твори був нагороджений дипломами та медалями. Роботи майстра зберігаються у Національному музеї українського народного декоративного мистецтва в Києві, Музеї етнографії та художнього промислу у Львові; у  колекції Національного музею народного мистецтва Гуцульщини та Покуття імені Йосафата Кобринського в Коломиї зберігаються 26 творів майстра.